# Interaktionsthese
Die Interaktionsthese erklärt, wie die Auslagerungsthese, warum unternehmensorientierte Dienstleistungen zunehmen. Sie geht davon aus, dass durch Veränderungen im Unternehmen und am Markt (da durch kürzere Produktlebenszyklen  mehr Marketing benötigt wird) die Nachfrage nach wissensintensiven höherwertigen unternehmensorientierten Dienstleistungen steigt. Solche Dienstleistungen, die hoch qualifizierte Arbeitskräfte benötigen, sind beispielsweise Forschung und Entwicklung und Marketing.